# 텍사스 레인저스
텍사스 레인저스(영어: Texas Rangers)는 미국 텍사스주 알링턴을 연고지로 하는 프로 야구 팀이다. 메이저 리그 아메리칸 리그 서부 지구 소속이다.
미네소타주로 옮겨간 워싱턴 세너터스와 같은 이름으로 1961년에 창단되었으나, 1972년 워싱턴 D.C.에서 현재의 위치로 옮기게 되었으며 샌디에이고 파드레스가 1969년 창단 후 3할 승률을 벗어나지 못하자 워싱턴 D.C.로 이전될 뻔 했지만 1974년 새 구단주 레이 크록에 의해 인수되어 좌절됐다. 텍사스주 출신의 미국의 전직 대통령인 조지 W. 부시가 이 구단을 소유한 적이 있다.
단장은 존 대니얼스, 감독은 제프 베니스터이며 현재의 구단주인 톰 힉스는 리버풀 FC의 구단주로도 유명하다. 톰 힉스 이전의 구단주 중에서는 전 미국 43대 대통령 조지 부시가 있었으며, 그는 청문회에서 그의 텍사스 레인저스 구단의 구입이 단순한 돈세탁용이 아님을 증명해야했다.
이전 감독이었던 론 워싱턴은 원래 오클랜드 애슬레틱스의 3루 코치였으나 전 감독이었던 벅 쇼월터의 해임으로 인해 2006년부터 감독직을 맡아 왔었다. 그러나 2014년 9월 일신상의 이유로 사퇴하고 새로운 감독인 제프 베니스터가 취임하였다.
마지막으로 플레이오프에 올라간 적은 1999년이며, 그 이후로는 항상 같은 지구의 다른 팀들보다 빈약한 투수력으로 인해 항상 플레이오프 문턱에서 좌절하곤 했다. 그러다 마침내 2010년 9월 25일 오클랜드 애슬레틱스를 4-3으로 꺾고 11년 만에 AL 서부지구 우승을 확정지으며 플레이오프에 진출했으며 ALDS 에서는 탬파베이 레이스를 시리즈전적 3대2, ALCS 에서는 뉴욕 양키스를 4대2로 제압하며 창단 첫 월드시리즈 진출이라는 쾌거를 달성했으나 월드시리즈에서는 샌프란시스코 자이언츠에 종합전적 1-4로 패퇴하여 창단 첫 우승에는 실패하였다. 그리고 2011년 ALDS에서 탬파베이 레이스를 시리즈 전적 3대1, ALCS에서 디트로이트 타이거스를 4대2로 제압하며 전년도에 이어 두 번째로 월드 시리즈에 진출하였으나 세인트루이스 카디널스에 종합전적 3-4로 또다시 우승에 실패하였다.
한국인 선수 박찬호가 이 팀에서 뛴 적이 있었다. 한편 2013년 한국시간으로 12월 22일 추신수 선수가 7년 총액 1억 3천만 달러라는 금액으로 계약했다.

## 역대 주요 선수

### 투수
- 미국 브라이언 고든
- 미국 구스 고시지
- 미국 조 네이선
- 도미니카 공화국 헥터 노에시
- 미국 크리스 니코스키
- 미국 더스틴 니퍼트
- 캐나다 라이언 뎀스터
- 미국 R. A. 디키
- 미국 놀런 라이언
- 미국 클레이 라파다
- 미국 데릭 로
- 미국 마크 로
- 도미니카 공화국 리카르도 로드리게스
- 미국 로비 로스
- 멕시코 에스테반 로아이자
- 미국 벤 로웬
- 미국 클리프 리
- 미국 조쉬 린드블럼
- 미국 마이크 마셜
- 미국 더그 매시스
- 미국 브랜든 맥카시
- 베네수엘라 기예르모 모스코소
- 미국 마일스 미콜라스
- 미국 릭 바워
- 대한민국 박찬호
- 미국 코리 번스
- 도미니카 공화국 오마르 벨트레
- 도미니카 공화국 에딘슨 볼퀘즈
- 미국 케빈 브라운
- 네덜란드 버트 블라일레븐
- 멕시코 호아킴 소리아
- 미국 코디 에플리
- 미국 제이슨 스탠드리지
- 대한민국 안태경
- 도미니카 공화국 에스테반 얀
- 미국 필 어윈
- 미국 대런 오데이
- 대한민국 양현종
- 일본 오쓰카 아키노리
- 미국 대런 올리버
- 일본 우에하라 고지
- 미국 코티 우즈
- 미국 맷 웨스트
- 미국 C. J. 윌슨
- 일본 이라부 히데키
- 미국 저스틴 저마노
- 캐나다 퍼거슨 젠킨스
- 미국 미키 캘러웨이
- 도미니카 공화국 프란시스코 코데로
- 미국 브라이언 코리
- 미국 닐 콧츠
- 베네수엘라 다윈 쿠비얀
- 미국 라이언 타투스코
- 미국 스콧 펠드먼
- 베네수엘라 윌머 폰트
- 도미니카 공화국 프랭크 프란시스코
- 미국 제이슨 프레이저
- 미국 라이언 피어밴드
- 캐나다 리치 하든
- 미국 토미 핸슨
- 미국 토미 헌터
- 미국 에릭 헐리
- 쿠바 호세 콘트레라스
- 일본 후쿠모리 가즈오
- 미국 버트 후튼
- 멕시코 요바니 가야르도 (현재)
- 일본 다르빗슈 유 (현재)
- 미국 콜비 루이스 (현재)
- 도미니카 공화국 로만 멘데즈 (현재)
- 도미니카 공화국 리살베르토 보니야 (현재)
- 미국 태너 셰퍼스 (현재)
- 도미니카 공화국 알렉시 오간도 (현재)
- 베네수엘라 조 오티즈 (현재)
- 미국 로스 울프 (현재)
- 미국 마이클 커크먼 (현재)
- 미국 닉 테페시 (현재)
- 미국 숀 톨레슨 (현재)
- 베네수엘라 마틴 페레즈 (현재)
- 도미니카 공화국 네프탈리 펠리스 (현재)
- 도미니카 공화국 페드로 피게로아
- 미국 맷 해리슨 (현재)
- 미국 데릭 홀랜드 (현재)

### 포수
- 베네수엘라 막스 라미레스
- 푸에르토리코 이반 로드리게스
- 푸에르토리코 벤지 몰리나
- 푸에르토리코 지오바니 소토
- 미국 크리스 스튜어트
- 미국 J. P. 아렌시비아
- 미국 채드 크루터
- 미국 맷 트레이너
- 미국 테일러 티가든
- 미국 A. J. 피어진스키
- 베네수엘라 로빈슨 치리노스 (현재)
- 푸에르토리코 카를로스 코퍼랜 (현재)
- 베네수엘라 토마스 텔리스

### 내야수
- 도미니카 공화국 루리 가르시아
- 미국 라이언 가코
- 미국 아드리안 곤잘레스
- 도미니카 공화국 크리스티안 구스만
- 미국 저스틴 그림
- 미국 마이크 나폴리
- 미국 크리스 데이비스
- 미국 알렉스 로드리게스
- 멕시코 마리오 멘도사
- 미국 랜스 버크먼
- 베네수엘라 안드레스 블랑코
- 베네수엘라 루이스 사디나스
- 미국 저스틴 스모크
- 푸에르토리코 호세 에르난데스
- 미국 마이클 영
- 미국 에릭 영
- 미국 마이크 올트
- 미국 호르헤 칸투
- 미국 켄 캐미니티
- 미국 스콧 쿨보
- 미국 이언 킨슬러
- 미국 마크 테세이라
- 쿠바 라파엘 팔메이로
- 미국 앤디 패리노
- 도미니카 공화국 훌리오 프랑코
- 미국 트래비스 해프너
- 미국 아담 로잘레스 (현재)
- 미국 미치 모어랜드 (현재)
- 도미니카 공화국 아드리안 벨트레 (현재)
- 베네수엘라 엘비스 앤드러스 (현재)
- 베네수엘라 루그네드 오도어 (현재)
- 도미니카 공화국 카를로스 페냐 (현재)
- 네덜란드 주릭슨 프로파 (현재)
- 미국 프린스 필더 (현재)

### 외야수
- 도미니카 공화국 블라디미르 게레로
- 미국 워런 뉴슨
- 도미니카 공화국 빅토르 디아스
- 파나마 카를로스 리
- 미국 알렉스 리오스
- 쿠바 레오니스 마틴
- 미국 데이비드 머피
- 미국 랜디 바스
- 미국 훌리오 보본
- 미국 클리프 브룸바
- 도미니카 공화국 알폰소 소리아노
- 도미니카 공화국 새미 소사
- 캐나다 짐 아두치
- 미국 크레이그 젠트리
- 네덜란드 앤드루 존스
- 도미니카 공화국 넬슨 크루즈
- 미국 제프 프랑코어
- 미국 조시 해밀턴
- 도미니카 공화국 에스테반 헤르만
- 미국 숀 헤어
- 미국 라이언 루아 (현재)
- 도미니카 공화국 엥헬 벨트레 (현재)
- 미국 마이클 초이스 (현재)
- 대한민국 추신수 (2013~2020년)

## 선수 명단
| 번호 | 포지션 | 국적            | 이름              |
| ---- | ------ | --------------- | ----------------- |
| 59   | 투수   | 도미니카 공화국 | 리살베르토 보니야 |
| 57   | 투수   |                 | 코리 번스         |
| 56   | 투수   |                 | 닐 콧츠           |
| 11   | 투수   |                 | 다르빗슈 유       |
| 30   | 투수   | 도미니카 공화국 | 네프탈리 펠리스   |
| 32   | 투수   | 도미니카 공화국 | 페드로 피게로아   |
| 53   | 투수   | 베네수엘라      | 윌머 폰트         |
| 44   | 투수   |                 | 제이슨 프레이저   |
| 19   | 투수   |                 | 토미 핸슨         |
| 54   | 투수   |                 | 맷 해리슨         |
| 45   | 투수   |                 | 데릭 홀랜드       |
| 50   | 투수   |                 | 마이클 커크먼     |
| 55   | 투수   | 도미니카 공화국 | 로만 멘데즈       |
| 41   | 투수   | 도미니카 공화국 | 알렉시 오간도     |
| 58   | 투수   | 베네수엘라      | 조 오티즈         |
| 33   | 투수   | 베네수엘라      | 마틴 페레즈       |
| 46   | 투수   |                 | 로비 로스         |
| 39   | 투수   |                 | 벤 로웬           |
| 47   | 투수   |                 | 조 손더스         |
| 52   | 투수   |                 | 태너 셰퍼스       |
| 28   | 투수   |                 | 호아킴 소리아     |
| 23   | 투수   |                 | 닉 테페쉬         |
| 37   | 투수   |                 | 숀 톨레슨         |

| 번호 | 포지션 | 국적            | 이름              |
| ---- | ------ | --------------- | ----------------- |
| 59   | 투수   | 도미니카 공화국 | 리살베르토 보니야 |
| 57   | 투수   |                 | 코리 번스         |
| 56   | 투수   |                 | 닐 콧츠           |
| 11   | 투수   |                 | 다르빗슈 유       |
| 30   | 투수   | 도미니카 공화국 | 네프탈리 펠리스   |
| 32   | 투수   | 도미니카 공화국 | 페드로 피게로아   |
| 53   | 투수   | 베네수엘라      | 윌머 폰트         |
| 44   | 투수   |                 | 제이슨 프레이저   |
| 19   | 투수   |                 | 토미 핸슨         |
| 54   | 투수   |                 | 맷 해리슨         |
| 45   | 투수   |                 | 데릭 홀랜드       |
| 50   | 투수   |                 | 마이클 커크먼     |
| 55   | 투수   | 도미니카 공화국 | 로만 멘데즈       |
| 41   | 투수   | 도미니카 공화국 | 알렉시 오간도     |
| 58   | 투수   | 베네수엘라      | 조 오티즈         |
| 33   | 투수   | 베네수엘라      | 마틴 페레즈       |
| 46   | 투수   |                 | 로비 로스         |
| 39   | 투수   |                 | 벤 로웬           |
| 47   | 투수   |                 | 조 손더스         |
| 52   | 투수   |                 | 태너 셰퍼스       |
| 28   | 투수   |                 | 호아킴 소리아     |
| 23   | 투수   |                 | 닉 테페쉬         |
| 37   | 투수   |                 | 숀 톨레슨         |

| 번호 | 포지션 | 국적            | 이름             |
| ---- | ------ | --------------- | ---------------- |
| 8    | 포수   | 푸에르토리코    | 지오바니 소토    |
| 7    | 포수   |                 | J. P. 아렌시비아 |
| 61   | 포수   | 베네수엘라      | 로빈슨 치리노스  |
| 1    | 유격수 | 베네수엘라      | 엘비스 앤드러스  |
| 29   | 3루수  | 도미니카 공화국 | 아드리안 벨트레  |
| 84   | 1루수  |                 | 프린스 필더      |
| 18   | 1루수  |                 | 미치 모어랜드    |
| 12   | 2루수  |                 | 앤디 패리노      |
| 13   | 2루수  |                 | 주릭슨 프로파    |
| 9    | 1루수  |                 | 아담 로잘레스    |
| 3    | 1루수  | 베네수엘라      | 루이스 사디나스  |
| 43   | 외야수 | 도미니카 공화국 | 엥헬 벨트레      |
| 15   | 외야수 |                 | 마이클 초이스    |
| 17   | 외야수 |                 | 추신수           |
| 2    | 외야수 | 쿠바            | 레오니스 마틴    |
| 51   | 외야수 |                 | 알렉스 리오스    |

| 번호 | 포지션 | 국적            | 이름             |
| ---- | ------ | --------------- | ---------------- |
| 8    | 포수   | 푸에르토리코    | 지오바니 소토    |
| 7    | 포수   |                 | J. P. 아렌시비아 |
| 61   | 포수   | 베네수엘라      | 로빈슨 치리노스  |
| 1    | 유격수 | 베네수엘라      | 엘비스 앤드러스  |
| 29   | 3루수  | 도미니카 공화국 | 아드리안 벨트레  |
| 84   | 1루수  |                 | 프린스 필더      |
| 18   | 1루수  |                 | 미치 모어랜드    |
| 12   | 2루수  |                 | 앤디 패리노      |
| 13   | 2루수  |                 | 주릭슨 프로파    |
| 9    | 1루수  |                 | 아담 로잘레스    |
| 3    | 1루수  | 베네수엘라      | 루이스 사디나스  |
| 43   | 외야수 | 도미니카 공화국 | 엥헬 벨트레      |
| 15   | 외야수 |                 | 마이클 초이스    |
| 17   | 외야수 |                 | 추신수           |
| 2    | 외야수 | 쿠바            | 레오니스 마틴    |
| 51   | 외야수 |                 | 알렉스 리오스    |

| 번호 | 포지션 | 국적            | 이름                |
| ---- | ------ | --------------- | ------------------- |
| --   | 투수   |                 | 네이선 애드콕       |
| --   | 투수   | 쿠바            | 호세 콘트레라스     |
| --   | 투수   |                 | 라이언 페이에라벤드 |
| --   | 투수   |                 | 아론 포레다         |
| 48   | 투수   |                 | 콜비 루이스         |
| --   | 투수   | 도미니카 공화국 | 아만도 로드리게즈   |

| 번호 | 포지션 | 국적            | 이름                |
| ---- | ------ | --------------- | ------------------- |
| --   | 투수   |                 | 네이선 애드콕       |
| --   | 투수   | 쿠바            | 호세 콘트레라스     |
| --   | 투수   |                 | 라이언 페이에라벤드 |
| --   | 투수   |                 | 아론 포레다         |
| 48   | 투수   |                 | 콜비 루이스         |
| --   | 투수   | 도미니카 공화국 | 아만도 로드리게즈   |

| 번호 | 포지션 | 국적 | 이름              |
| ---- | ------ | ---- | ----------------- |
| --   | 3루수  |      | 케빈 쿠즈마노프   |
| --   | 2루수  |      | 브렌트 릴리브릿지 |
| --   | 유격수 |      | 조쉬 윌슨         |
| --   | 외야수 |      | 브라이언 피터슨   |

| 번호 | 포지션 | 국적 | 이름              |
| ---- | ------ | ---- | ----------------- |
| --   | 3루수  |      | 케빈 쿠즈마노프   |
| --   | 2루수  |      | 브렌트 릴리브릿지 |
| --   | 유격수 |      | 조쉬 윌슨         |
| --   | 외야수 |      | 브라이언 피터슨   |

## 영구 결번
- #26 조니 오츠
- #34 놀런 라이언
- #42 재키 로빈슨 (전 구단 영구 결번)
- #7 이반 로드리게스

## 역대 한국인 선수
(레인저스 시절 등번호, 포지션, 레인저스에서 소속이던 시즌)
- 박찬호 - 61번, 투수, 2002년~2005년
- 추신수 - 17번, 외야수, 2014년~2020년
- 양현종 - 투수, 2021년